# La Ermita (Cortes de Baza)
La Ermita es una localidad y pedanía española perteneciente al municipio de Cortes de Baza, en la provincia de Granada, comunidad autónoma de Andalucía. Está situada en el extremo septentrional de la comarca de Baza. A dos kilómetros del límite con la provincia de Jaén, cerca de esta localidad se encuentran los núcleos de Campocámara, Pozo Alcón y La Teja.
El pueblo de La Ermita está ubicado a escasos kilómetros al sur del parque natural de Cazorla, Segura y Las Villas y del embalse jienense La Bolera.